# Urban-Josef Jülich
Urban-Josef Jülich (* 24. Januar 1940 in Euskirchen) ist ein deutscher Politiker und ehemaliger Landtagsabgeordneter (CDU).

## Leben und Beruf
Nach dem Besuch der Volksschule absolvierte er eine landwirtschaftliche Ausbildung und legte die Prüfung als Meister der Landwirtschaft ab. Anschließend war er als Landwirt tätig. Von 1992 bis 2006 gehörte er dem Vorstand der Kreisbauernschaft an, ebenso verschiedenen Gremien der Landwirtschaftskammer Rheinland.
Daneben war Jülich in der Kirche engagiert, mit 17 Jahren wurde erstmals in den Vorstand der Gemeinde St. Georg in Frauenberg gewählt, dem er bis 2005 angehörte. Ferner gehörte er dem Vorstand des Fördervereins des Rheinischen Freilichtmuseums und dem Aufsichtsrat der Vogelsang ip GmbH an.
Seit 2005 ist der verwitwete Jülich wieder verheiratet mit der damaligen Staatssekretärin Marion Gierden-Jülich, der Tochter seines Parteifreundes Karlheinz Gierden. Am 8. Juli 2022 wurde ihm das Bundesverdienstkreuz durch Landrat Markus Ramers verliehen.

## Politik
Der CDU gehörte Jülich seit 1968 an. Er war in zahlreichen Parteigremien vertreten. Vom 2. Juni 2000 bis 2. Juni 2005 war Jülich Mitglied des Landtags des Landes Nordrhein-Westfalen. Er wurde im Wahlkreis 006 Euskirchen II direkt gewählt. Von 1984 bis 2020 gehörte er dem Kreistag des Kreises Euskirchen an. Seit 1995 war er zudem Mitglied der Landschaftsversammlung Rheinland.